# Duhaldea

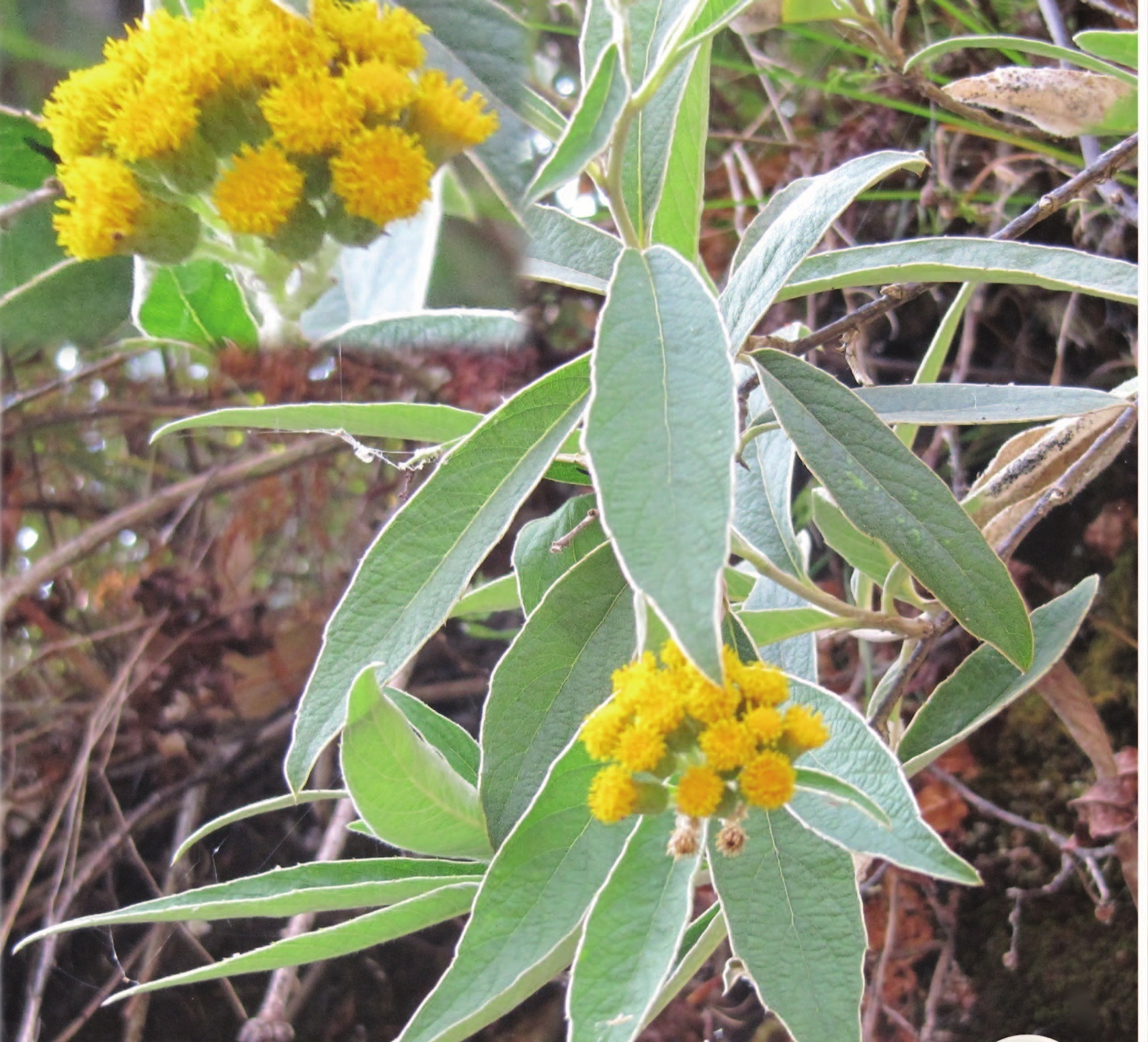
Duhaldea cappa

Duhaldea é um género botânico pertencente à família Asteraceae.